# Svařování netavící se elektrodou v ochranné atmosféře inertního plynu

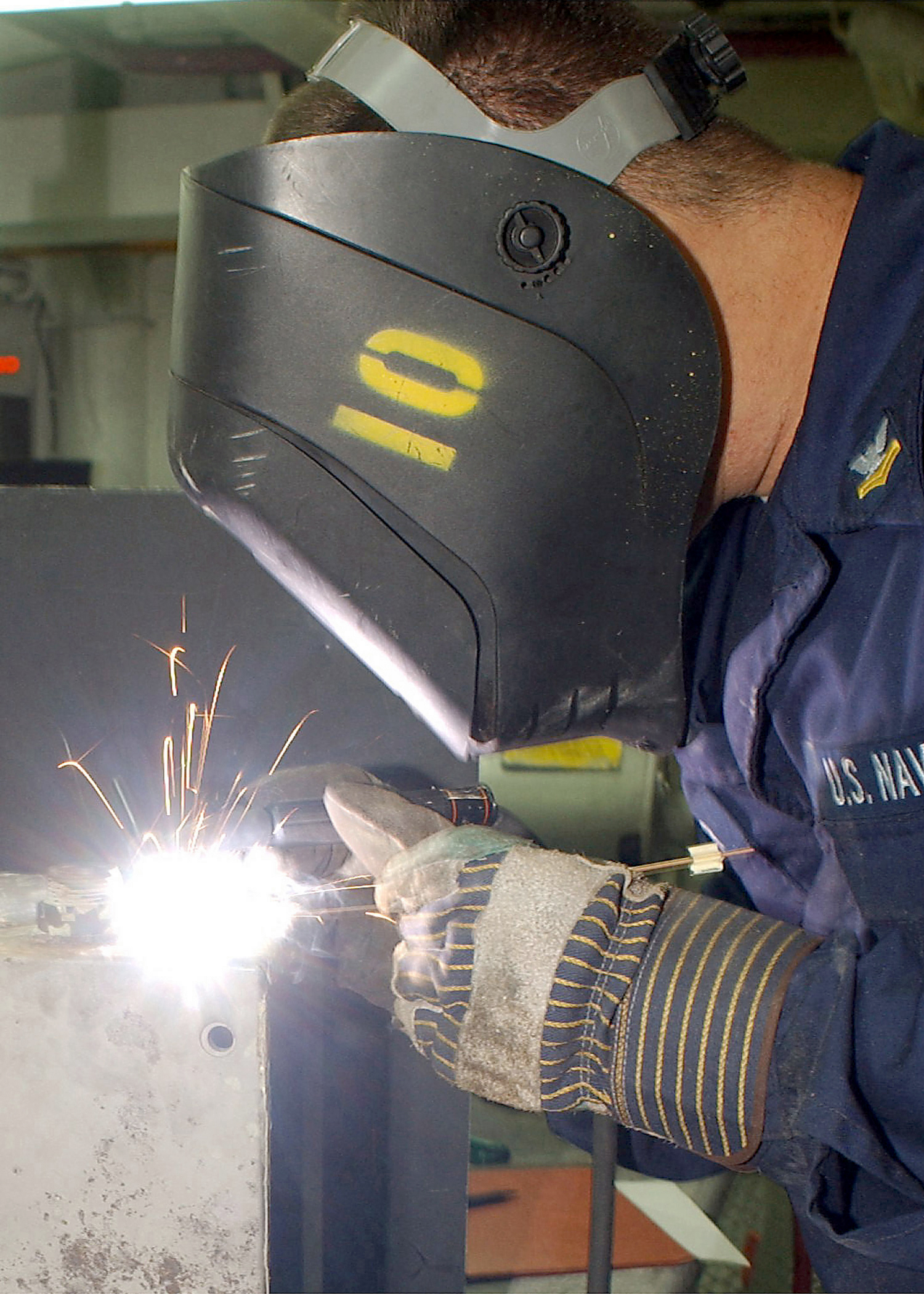
Svařování netavící se elektrodou v ochranné atmosféře inertního plynu s použitím tyčky přídavného materiálu

Obloukové svařování netavící se elektrodou v ochranné atmosféře inertního plynu je tavná metoda svařování elektrickým obloukem, která se používá především pro svařování hliníku a hořčíku a jejich slitin, korozivzdorných ocelí, niklu, mědi, bronzů, titanu, zirkonia a dalších neferitických kovů. Technika svařování je podobná svařování plamenem, proto vyžaduje velmi zručné svářeče. Za předpokladu dodrženého technologického postupu lze získat vysokou kvalitu svarů. Její výkonnostní parametry – při ručním svařování – jsou v porovnání např. s metodami svařování MIG/MAG velmi nízké.
Metoda je charakteristická dvěma rysy. Prvním je použití neodtavujících se wolframových elektrod, které jsou vyrobeny buď z čistého wolframu nebo jsou k wolframu přidávány vybrané legury. A druhým je použití inertních plynů, které chrání jak svarovou lázeň tak i samotné elektrody. V některých aplikacích se kromě argonu nebo hélia používá i vodík nebo dusík.
V Evropě i v České republice se metoda často označuje zkratkou TIG nebo WIG, v USA je obvyklé označení GTAW. Číselné označení metody podle ISO 4063 je 141.
Původní název metody Heliarc je odvozen od helia použitého při prvních pokusech svařování touto metodou.

## Historie
Výroba kvalitní oceli zahrnuje i rafinační procesy, které odstraní vodík, dusík a kyslík z taveniny, a tím dojde k zabránění tvorby nežádoucích bublin a pórů. I pro dosažení kvalitních svarů je nutné svarovou lázeň buď dostatečně rafinovat nebo ji chránit před okolní atmosférou.
Charles L. Coffin si byl vědom potřeby takové ochrany roztaveného svarového kovu, proto v roce 1889 přišel s postupem svařování, při kterém využíval tavidla. V patentové přihlášce, je uveden „postup svařování v neoxidujícím médiu, který je možno aplikovat za zvýšeného i normálního (atmosférického tlaku) jako plyn nebo roztok“.
O několik desítek let později, na začátku 20. let minulého století navrhl Irving Langmuir postup, kterým dosahoval vysokých teplot vhodných pro svařování při hoření elektrického oblouku mezi dvěma wolframovými elektrodami v atmosféře vodíku. Hoření elektrického oblouku ve vodíkové atmosféře způsobuje disociaci a rekombinaci molekul vodíku za uvolnění velkého množství tepla. Uvedený postup, který si nechal v roce 1924 patentovat se stal základem pro metodu svařování atomárním vodíkem.
Další patenty s různými ochrannými atmosférami následovaly, Langmuir a Alexander se směsí vodíku a dusíku v roce 1925, další rok navrhl Philip K. Devers argon a Henry M. Hobart helium, Alexander směs propanu a vodíku (1926) a Elihu Thomson směs propanu a oxidu uhličitého (1927).
Výše uvedené výzkumy završili až v roce 1941 V. H. Pavlecka a Russ Meredith z Northrop Aircraft Inc., kteří navrhli postup svařování s netavící se wolframovou elektrodou, který byl vhodný pro svařování hořčíku, hliníku a niklu v ochranné atmosféře hélia. Metoda otevřela nové možnosti při svařování materiálů používaných v leteckém průmyslu, zvláště pak ve vojenském, na začátku II. světové války. Pro vyvinutý svařovací hořák byla podána patentová přihláška.
Na konci 50. let minulého století si nechal Nelson E. Anderson patentovat způsob svařování tzv. impulsním proudem, při kterém dochází k pravidelnému a předem definovanému střídání vysokého a nízkého svařovacího proudu.
Se selenovým usměrňovačem bylo možné použít transformátor jako zdroj stejnosměrného svařovacího proudu. Svařovací transformátory byly později modifikovány tak, aby umožnily generování vysokofrekvenčního proudu, který je velmi vhodný pro svařování touto metodou. Poslední kroky vedly k optimalizování dynamických charakteristik svařovacích zdrojů, tj. průběhu svařovacího proudu a napětí v závislosti na čase.

## Charakteristika

Schéma svařování netavící se elektrodou

Při svařování netavící se elektrodou v ochranné atmosféře inertního plynu hoří elektrický oblouk mezi wolframovou elektrodou a základním materiálem nebo svarovou lázní. Vzniklé teplo natavuje svarové hrany základního materiálu případně i přídavný materiál.
Metoda se nejčastěji využívá při ručním svařování, kdy však vyžaduje vysokou zručnost svářeče. Podobně jako při plamenovém svařování svářeč jednou rukou drží hořák a druhou rukou z boku přidává přídavný materiál. Výkon odtavení při ručním svařování je velmi nízký a nemůže soupeřit s metodami svařování tavícími se elektrodami v ochranných atmosférách. V případě automatizování svařovacím robotem či jinou mechanizací se používají jako přídavné materiály svařovací dráty.
Jak už vyplývá z názvu, vždy se používá ochranná atmosféra inertních plynů, nejčastěji helium nebo argon, případně jejich směsi. V některých případech se používají směsi i s vodíkem nebo dusíkem. Vysoká čistota používaných plynů je vyžadována nejenom kvůli omezení opotřebení a zátěže wolframové elektrody, ale také aby se omezil přístup nežádoucích prvků ke svarové lázni, které mohou způsobit ve svarech vady (většinou póry, bubliny, zkřehnutí svarů apod.). Omezení přístupu kyslíku je nutné zejména u svařování hliníku, hořčíku, titanu, zirkonu, niklu, mědi, molybdenu, ale i dalších.
V závislosti na druhu svařovaného materiálu se používá střídavý i stejnosměrný proud, případně usměrněný pulsní proud.
Jednou z největších výhod je možnost svařování široké škály materiálů, jak nízkouhlíkové a vysocelegované oceli tak i martenzitické oceli, ale hlavně hliníkové a hořčíkové slitiny, a dále pak titan, zirkon, molybden, nikl, měď, bronz i mosaz. S výhodou se používá i pro svařování různých materiálů navzájem, např. uhlíkové a korozivzdorné oceli, měď a mosaz, apod. Při svařování uhlíkových ocelí je zvýšené riziko vzniku pórů ve svarech.

## Technologie

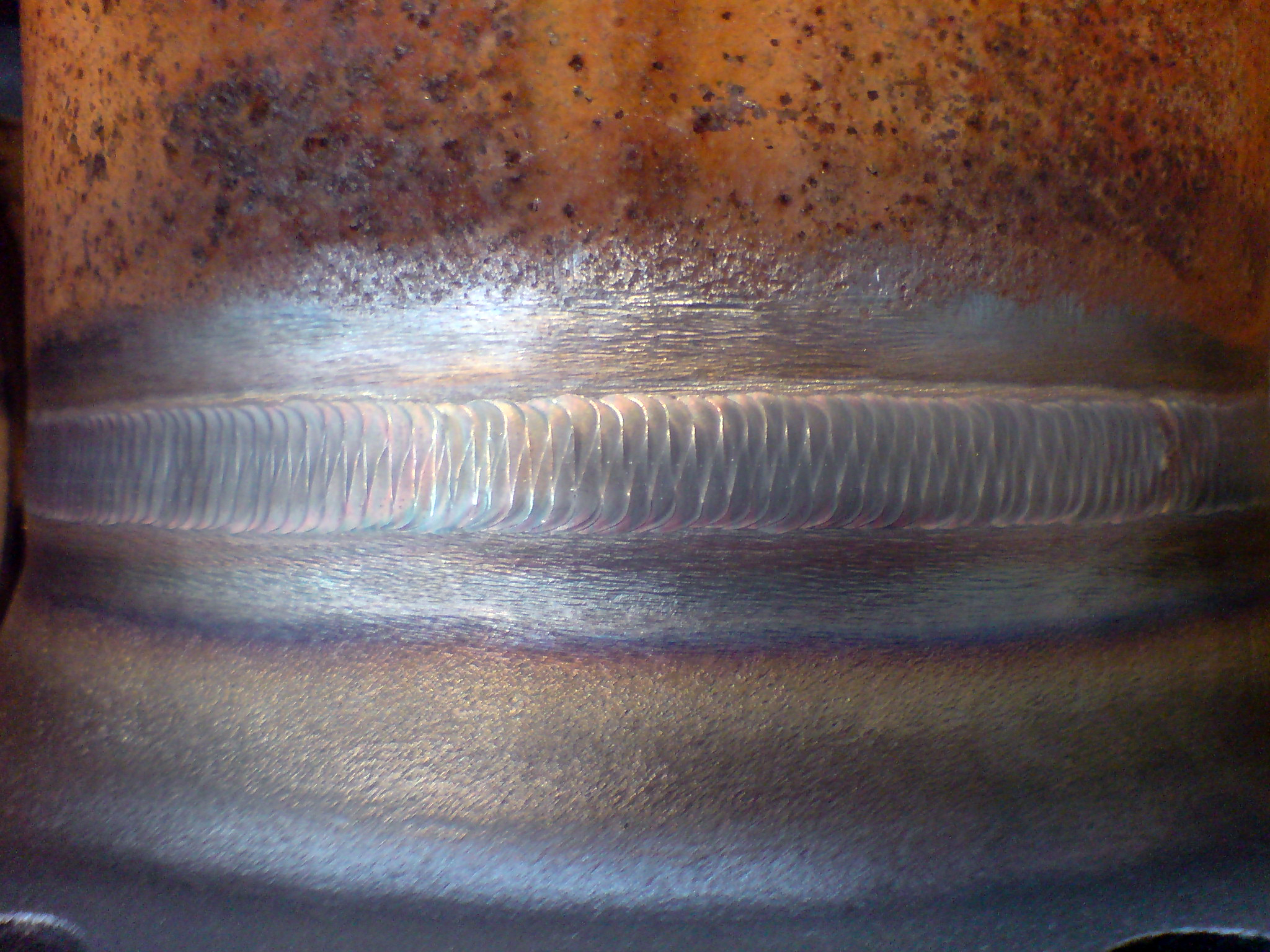
Jednostranný svar trubek

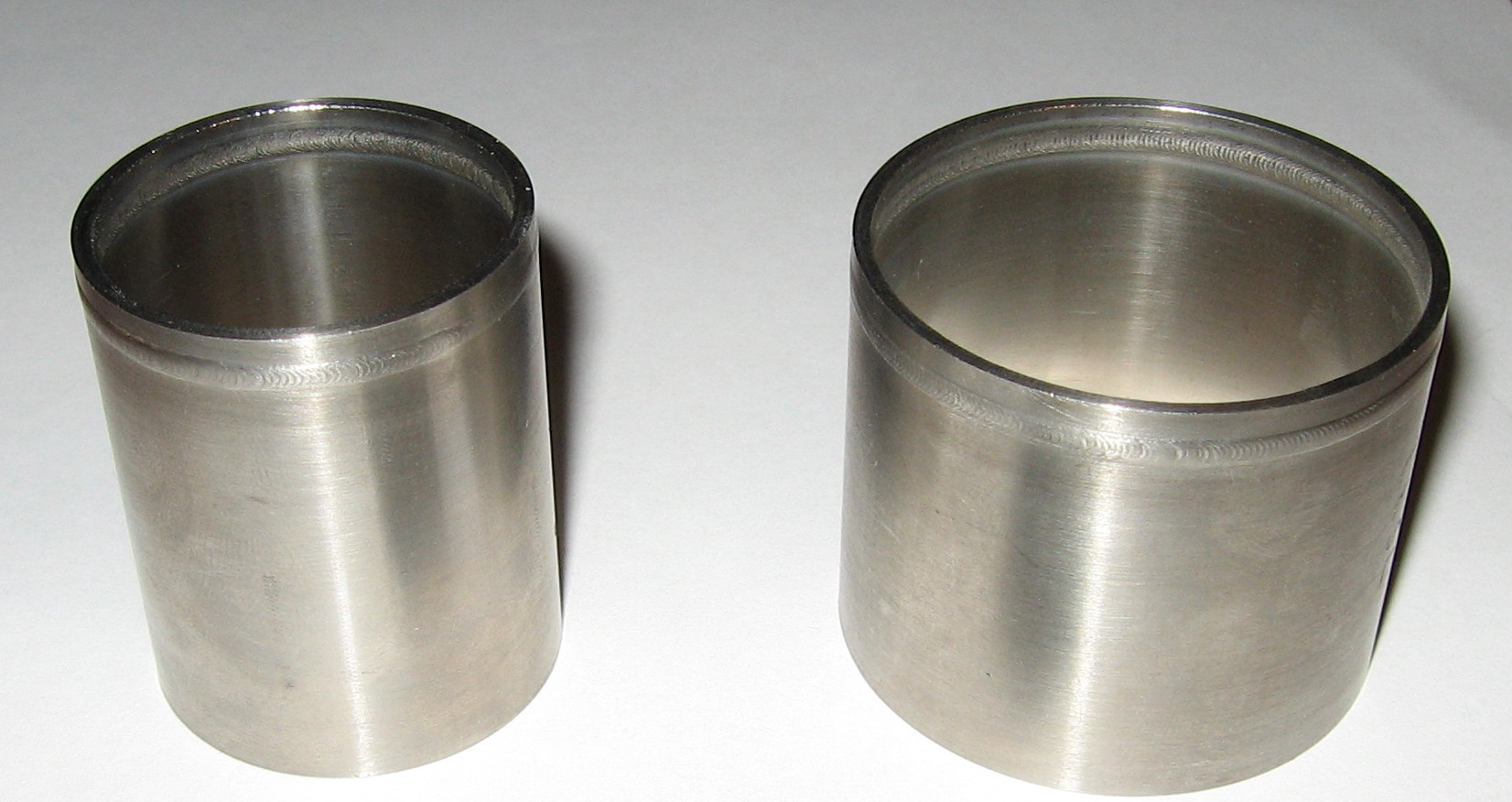
Svary trubek z korozivzdorné oceli průměru 50 mm

### Svařování stejnosměrným proudem
Přímé zapojení, elektroda je připojena na záporný pól, je základní zapojení elektrického obvodu pro tuto metodu svařování. Tepelná zátěž je nesymetricky rozdělena – zhruba jedna třetina připadá na elektrodu a dvě třetiny pro natavení svarových ploch základního materiálu. Výhodou je, že elektroda není tak tepelně namáhaná a zároveň dochází k velkému průvaru. Většinou se používá pro svařování ocelí, niklu, mědi a titanu. Při použití směsi ochranných plynů argonu s minimálně 75 % helia je možné svařovat i hliník. Vysoká tepelná vodivost hélia totiž výrazně napomáhá odstranění oxidů s vysokým bodem tavení.
Svařování nízkolegovaných ocelí se používá spíše pro kořenové svary, u kterých je obecně požadována vysoká kvalita, nebo pro opracování přechodů svarů (někdy nazýváno tigováním) zhotovených jinými metodami (např. MIG/MAG).

### Svařování střídavým proudem
Pro svařování hliníku je vhodné přednostně používat střídavý elektrický proud. Ačkoliv teplota tavení hliníku je 650 °C, na jeho povrchu se nachází kompaktní vrstva Al2O3, který má bod tavení nad 2000 °C a brání tak snadnému natavení základního materiálu.
Při použití střídavého proudu se vzájemně frekvenčně mění polarita na elektrodě a na základním materiálu. V okamžiku, kdy je na elektrodě kladný pól, pohybuje se po základním materiálu katodová skvrna v místech pokrytí oxidy – jakoby nepřímé zapojení. Protože tyto oblasti mají nižší emisní energii pro emise elektronů e−, po zasažení katodovou skvrnou se oxidy snadněji odpařují v kombinaci s mechanickým efektem dopadů iontů Ar+ o relativně vysoké hmotnosti. Tento efekt se často nazývá čisticím účinkem.
Při této polaritě však dochází k menšímu svařovacímu efektu ve srovnání se stavem, kdy je na elektrodě záporný pól – jakoby přímé zapojení – a na základní materiál dopadají urychlené elektrony e−.

### Svařování impulsním proudem
Svařování impulsním proudem je moderní technika svařování, která umožňuje snižovat objem vneseného tepla do svaru a kontrolovaně provádět plynulé přechody ze svarového kovu do základního materiálu, tzv. bezvrubé přechody. Stejnosměrný nebo usměrněný proud má v základním režimu nízké hodnoty, zhruba 10 až 15 A, které postačují na udržení stabilního hoření oblouku. V definovaných okamžicích se zvyšují hodnoty svařovacího proudu. Modulace svařovacího proudu může být v čase popsána sinusoidou, obdélníkovým nebo lichoběžníkovým průběhem.
Frekvence impulsů jsou požadovány v závislosti na druhu svařovaného materiálu a tloušťce svaru od jednotek hertzů pro svary větších tlouštěk od 4 do 6 mm, přes kHz pro svary od 1 do 3 mm až do cca 20 MHz pro velmi tenké plechy nebo titanové slitiny.
Velmi výhodné je používání impulsního proudu při svařování v nucených polohách, jednostranně přístupných svarů (např. svary trubek) a svařování materiálů citlivých na přehřátí (např. mědi).

### Technika svařování
Technika svařování je velmi podobná metodě svařování plamenem, kdy je ale teplo do svaru dodávané hořením elektrického oblouku a proces není tak dynamický. Natavený přídavný materiál by se neměl při svařování dostat z oblasti plynové ochrany, ve které je chráněn proti oxidaci. Pokud bude přídavný materiál zoxidován může dojít ukládání nežádoucích vměstků (oxidů) do svarové lázně, to negativně ovlivňuje kvalitu svaru. Ze stejného důvodu bývá po vypnutí elektrického proudu po několik sekund tzv. dofukován ochranný plyn. Ten chrání tuhnoucí svarovou lázeň a zároveň i wolframovou elektrodu.
Metodou se svařuje většinou tzv. dopředu, tj. před hořákem se pohybuje tyčka přídavného materiálu, ze kterého se tvoří svarový kov na okraji svarové lázně. Hořák je skloněn mírně vzad v úhlu 10° a tyčka je skloněna proti hořáku pod úhlem 70° od svislé.

## Netavící se elektrody a spotřební materiál

### Elektrody
| Označení | Prvek/Oxid |
| -------- | ---------- |
| W        | 3 380 °C   |
| ThO2     | 3 300 °C   |
| ZrO2     | 2 700 °C   |
| Y2O3     | 2 700 °C   |
| CeO2     | 2 600 °C   |
| La2O3    | 2 300 °C   |

Netavící se elektrodu lze popsat jako jehlu s průměrem od 0,5 do 10 mm a v délce od 50 do 175 mm. Vyrábí se spékáním buď čistého wolframu (99,9 %) nebo wolframu s legurami oxidů kovů thoria, lanthanu, ceru, zirkonu nebo yttria zhruba v množství od 1 do 4 %. Druhy elektrod se rozlišují barevným proužkem umístěným na konci elektrody, kterým se nesvařuje.
Sledovaným faktorem při svařování je opotřebení elektrod. Kromě nežádoucího ponoření elektrody svářečem do svarové lázně, při kterém může dojít k otupení hrotu elektrody, je hrot elektrody při zátěži elektrickým proudem namáhán vysokou teplotou, která zapříčiňuje pomalé odpařování s rychlostí zhruba 4 mm za hodinu. Opotřebení elektrody se projevuje otupením hrotu elektrody, který je nutné pravidelně upravovat (zabrušovat). Hrot elektrody se zabrušuje na brusném kotouči, který by se měl používat pouze pro tyto elektrody, aby se zamezilo jejich kontaminování nežádoucími prvky či sloučeninami. Tvar hrotu závisí na použití druhu elektrického proudu, na polaritě zapojení u stejnosměrného proudu a na druhu ochranného plynu resp. směsi plynů.
Elektrody z čistého wolframu se používají s výhodou stabilního oblouku při svařování hliníku a hořčíku a jejich slitin střídavým proudem.
Legované oxidy na jednu stranu snižují teplotu tavení elektrody, ale na druhou stranu zvyšují její životnost, dovolenou proudovou zátěž a zvyšují tak efektivitu svařování.
Oxidy thoria prodlužují životnost elektrod a přispívají tak ke vhodnějšímu využívání. Thorium zvyšuje emisi elektronů, stabilitu oblouku a zlepšuje jeho zapalování. Tyto elektrody jsou vhodné pro svařování tenkých hliníkových plechů střídavým proudem nebo pro svařování uhlíkových a korozivzdorných ocelí, titanových i niklových slitin stejnosměrným proudem při přímém zapojení.
Legování oxidem lanthanitým zlepšuje stabilitu oblouku a jeho zapalování zvláště při střídavém proudu. Pro tyto vlastnosti lze lanthan použít jako náhradu za thorium v množství přibližně do 2 %.
Lanthanové elektrody se používají jak pro svařování střídavým proudem tak i stejnosměrným s přímým zapojením. Velmi často jsou používány pro svařování korozivzdorných ocelí.
Elektrody legované oxidem zirkoničitým nelze v žádném případě použít pro svařování stejnosměrným proudem. Proto se používají se jen pro střídavý proud, pro který jsou ideální díky stabilnímu oblouku a odolnosti proti oddělování wolframových vměstků.
Pro speciální použití, např. menší průměry elektrod, nebo jejich delší životnost se leguje wolfram kovy vzácných zemin. Nejvhodnější legurou wolframových elektrod pro stejnosměrný proud o nízkých hodnotách je oxid ceričitý, který umožňuje výborné zapalování oblouku při nízkých proudech. Cerové elektrody se používají pro svařování stejných materiálů jako thoriové.

### Ochranné plyny
Ochranné plyny chrání jak netavící se wolframovou elektrodu tak svarovou lázeň proti nežádoucím účinkům okolní atmosféry. Další funkcí je zabezpečení podmínek pro zapálení a stabilní hoření elektrického oblouku. Samostatně se používají argon a hélium, ve směsích pak argon + hélium, argon + vodík, argon + dusík. Plyny se používají pouze v čistotě minimálně 99,995 %, pro materiály s vysokou afinitou ke kyslíku jako je titan, zirkon a tantal se používají plyny s čistotou 99,999 %.
Nejčastěji užívaným plynem je argon, který lze použít pro všechny svařované materiály. Díky nízké tepelné vodivostií a relativně malému ionizačnímu potenciálu se elektrický oblouk v argonu snadno zapaluje a stabilně hoří. Dalším běžně užívaným jednoatomovým plynem je helium, které svojí vysokou tepelnou vodivostí výborně přenáší teplo do svarové lázně. To je výhodné při svařování kovů s vysokou tepelnou vodivostí (hliník, měď) a povrchovými vysokotavitelnými oxidy (hliník). Díky vyššímu tepelnému vyzařování při svařování není hélium příliš vhodné pro ruční svařování a dává se mu přednost při mechanizovaném způsobu, např. u svařovacích robotů. Protože je hélium téměř desetkrát lehčí než argon, je nutné pro dobrou ochranu svarové lázně nastavit vyšší průtok oproti argonu.
Směs argonu a hélia kombinuje výhody obou plynů tj. snadného zapalování a hoření oblouku u argonu a vysokého tepelného výkonu oblouku u hélia. Se zvětšujícím se poměrem hélia vůči argonu se zvyšuje rychlost svařování a klesá náchylnost k pórovitosti svarů. Směsi se s výhodou používají u svařování hliníku a jeho slitin nebo mědi. Směsi se dodávají již namíchané v tlakových lahvích, a to v poměrech 30 % Ar + 70 % He nebo 50 % Ar + 50 % He nebo 70 % Ar + 30 % He.
Vyššího tepelného výkonu lze získat i při použití směsi argonu a vodíku. Vodík dodává totiž oblouku, podobně jako hélium, vyšší tepelný výkon. Směs se používá výhradně ke svařování korozivzdorných austenitických ocelí, niklu a jeho slitin. Svařování nízkolegovaných feritických nebo martenzitických ocelí touto směsí plynů je vyloučeno z důvodu vysokého rizika vzniku trhlin za studena (tzv. vodíková křehkost). Při svařování hliníku a mědi způsobuje pórovitost vícevrstvých svarů. Obsah vodíku ve směsi se pohybuje od 5 do 10 %.
I u směsi argonu s dusíkem je vyšší tepelný výkon, který se využívá u svařování materiálů s vysokým koeficientem tepelné vodivosti – zejména mědi. Pro svařování ocelí se tato směs nesmí používat, protože způsobuje zhoršení mechanických vlastností svarů, zejména zkřehnutí.

### Přídavný materiál
Přídavný materiál se používá ve formě tyček pro ruční svařování a drátů navinutých na cívkách pro mechanizované svařování. V přídavných materiálech se dodávají všechny požadované legovací prvky, které mají zabezpečit dezoxidaci a odplynění svarového kovu a doplnit vypálené prvky.
Svařovací tyčky se vyrábějí v průměrech od 1 do 8 mm a délkách od 600 do 1000 mm, svařovací dráty pak v průměrech 0,6 až 2,4 mm, pro navařování až 5 mm.
Pro snadnější svařování se používají i tavidla nebo v případě hliníkových slitin moření v NaOH, které rozruší vrstvičku vysokotavitelného Al2O3.

## Vybavení

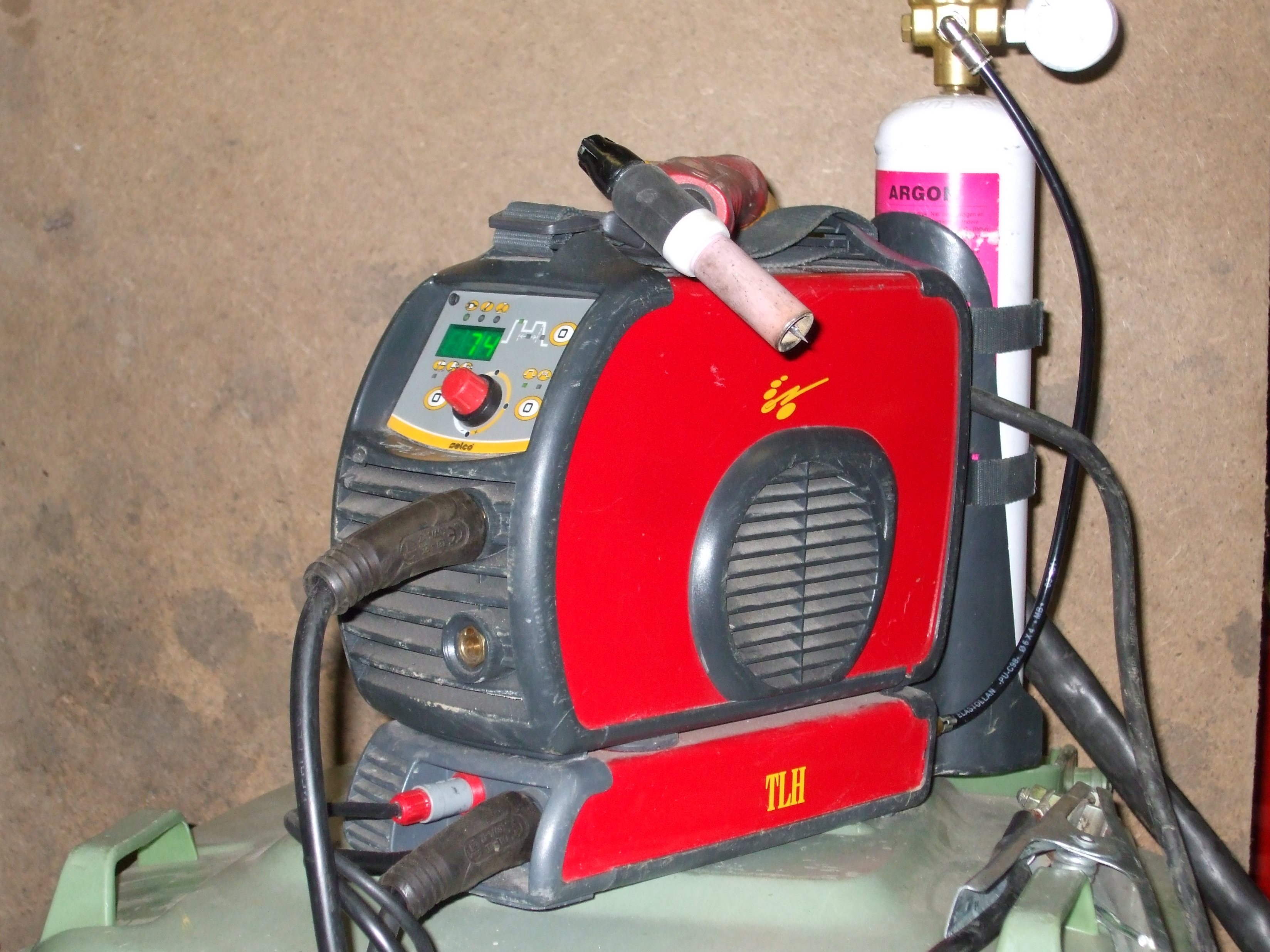
Moderní svařovací zdroj s hořákem a tlakovou lahví argonu

Při svařování netavící se elektrodou se používá jak stejnosměrný tak i střídavý elektrický proud a tomu odpovídají i požadavky na rozdílné svařovací zdroje. Svařovací zdroj však musí mít – stejně jako při svařování obalenou elektrodou – strmou statickou (voltampérovou) charakteristiku, proto lze s výhodou používat týž zdroj pro svařování oběma metodami. Základem zdroje stejnosměrného proudu je buď usměrňovač nebo invertor doplněný o řídící jednotku a programátor. Řídící jednotka komplexně ovládá svařovací proces, zapálení oblouku, dynamický průběh proudu a napětí v čase, použití impulsů a ve spolupráci s programátorem zajišťuje předfuk a dofuk ochranných plynů, aktivaci chladicího okruhu hořáku a další činnosti závisející na stupni mechanizace.
Pro zdroj střídavého proudu se v minulosti používal transformátor se stabilizátorem, který byl zdrojem vysokofrekvenčních impulsů. V 90. letech minulého století se začaly více používat moderní invertorové zdroje s vysokofrekvenčním transformátorem.
Do svařovacího hořáku je přiváděn elektrický proud, který napájí netavící se wolframovou elektrodu měděnou kontaktní špičkou, ochranný plyn a případně při vysoké proudové zátěži i chladicí médium, které snižuje tepelné zatížení hořáku. Netavící se elektrodu lze v hořáku upnout v takřka libovolné poloze, je tedy možno nastavit libovolný přesah elektrody z plynové hubice. To se s výhodou používá při osazení plynové hubice tzv. plynovým sítkem, které upravuje laminární proudění okolo elektrody a zajišťuje tak její efektivnější ochranu. Průměr, tvar a délka keramické plynové hubice se volí podle požadovaných parametrů svařování.
Na hořáku je umístěn spínač, který podle naprogramování řídící jednotky spouští předfuk a dofuk a elektrický proud buď v dvoutaktním nebo čtyřtaktním režimu (umožnění plynulého náběhu a poklesu elektrického proudu).
Elektrický proud, ochranné plyny a chladicí médium jsou přiváděny do svařovacího hořáku multifunkčním kabelem, který je připojený ke svařovacímu zdroji a tlakové láhvi s ochranným plynem nebo centrálnímu závodnímu rozvodu plynů. Centrálního rozvodu plynu se užívá spíše v mechanizovaných a robotizovaných výrobních procesech, kdy je požadavkem vysoká produktivita práce. Při ručním svařování se většinou používají tlakové láhve.

## Kvalita

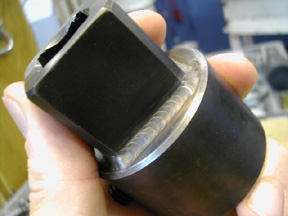
Koutový svar s typickou kresbou

Kvalitu svarů ovlivňuje základní i přídavný materiál, ochranné plyny, klimatické podmínky svařování, technologický postup a v neposlední řadě lidský faktor.
Při správném technologickém postupu při svařování, použití vhodné plynové ochrany dává metoda svařování netavící se elektrodou v ochranné atmosféře inertního plynu vynikající kvalitativní výsledky. S výhodou se používá pro nejnáročnější svary, zejména dynamicky namáhaných konstrukcí, pro kořenové housenky vícevrstvých svarů nebo k přetavování svarů vytvořených jinými (většinou vysokovýkonnými metodami MIG/MAG) za účelem dosažení bezvrubých (jemné, pozvolné a oblé tvary) přechodů povrchových vrstev housenek.
Vadami v touto metodou provedených svarech většinou bývají póry a bubliny, které svědčí o nevhodném technologickém postupu či technologické nekázni, která vedla na nedostatečnou ochranu svarové lázně inertními plyny nebo použití znečištěných přídavných materiálů nebo svarových ploch.

## Bezpečnost
Svařování elektrickým obloukem s použitím ochranných plynů je spojené se zvýšeným rizikem negativního dopadu na zdraví a život osob, které tuto činnost provádějí. Při svařování je nutné dodržet celou řadu bezpečnostních opatření. Zejména se jedná o ochranu před úrazem elektrickým proudem a popálením, vznikem požáru, dýmovými zplodinami a udušením. V případě robotizovaného pracoviště přichází mimo jiné v úvahu také ochrana před úrazem pohyblivými částmi.
V současné době se nedoporučuje používat netavící se wolframové elektrody legované oxidy thoria, protože thorium je radioaktivní prvek, který může významně poškodit zdraví.
Při hoření relativně dlouhého a stabilního elektrického oblouku dochází k intenzivnímu nepřerušovanému UV záření. V případě svařování korozivzdorných ocelí v ochranné atmosféře argonu může docházet k vysokému vývinu ozónu. Množství vznikajícího ozónu lze regulovat použitím směsi ochranné atmosféry argonu s oxidem dusným. Oxid dusný se slučuje s ozónem za vzniku oxidu dusičitého.
Protože se kromě inertních plynů používá ke svařování některých slitin i vysoce hořlavý a výbušný vodík, je nutné dbát zvýšené bezpečnosti při přepravě a manipulaci s tlakovými lahvemi.